# Cesare Andrea Bixio

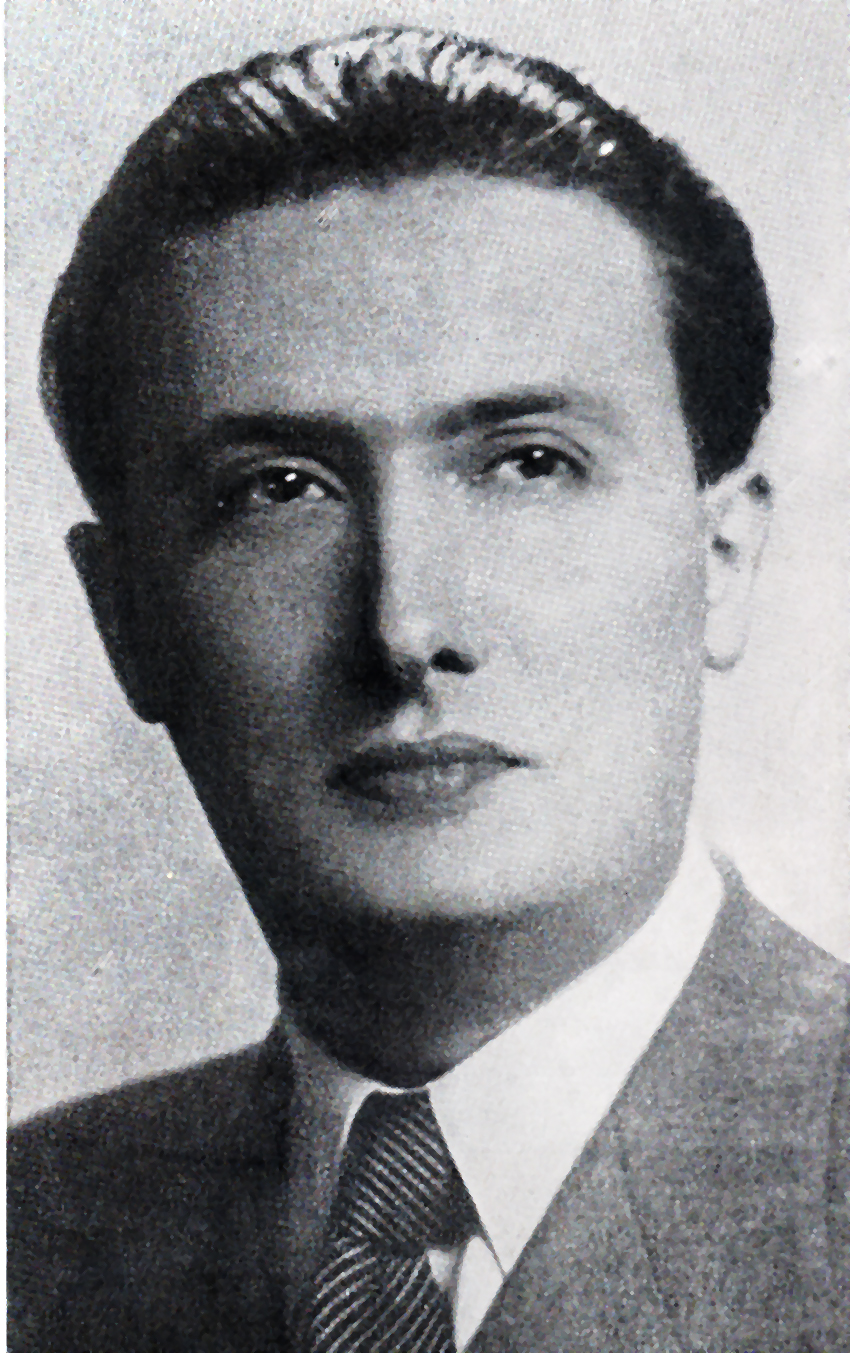
Cesare Andrea Bixio de joven.(No se especifica año)

Cesare Andrea Bixio (Nápoles, 11 de octubre de 1896 – Roma, 5 de marzo de 1978) fue un compositor italiano de bandas sonoras para teatro, cine, radio y televisión.
Su canción más conocida es «Parlami d'amore, Mariù» que fue interpretada por Vittorio De Sica en la película «Gli uomini, che mascalzoni!», dirigida por Mario Camerini en 1932.